# 朱達誠

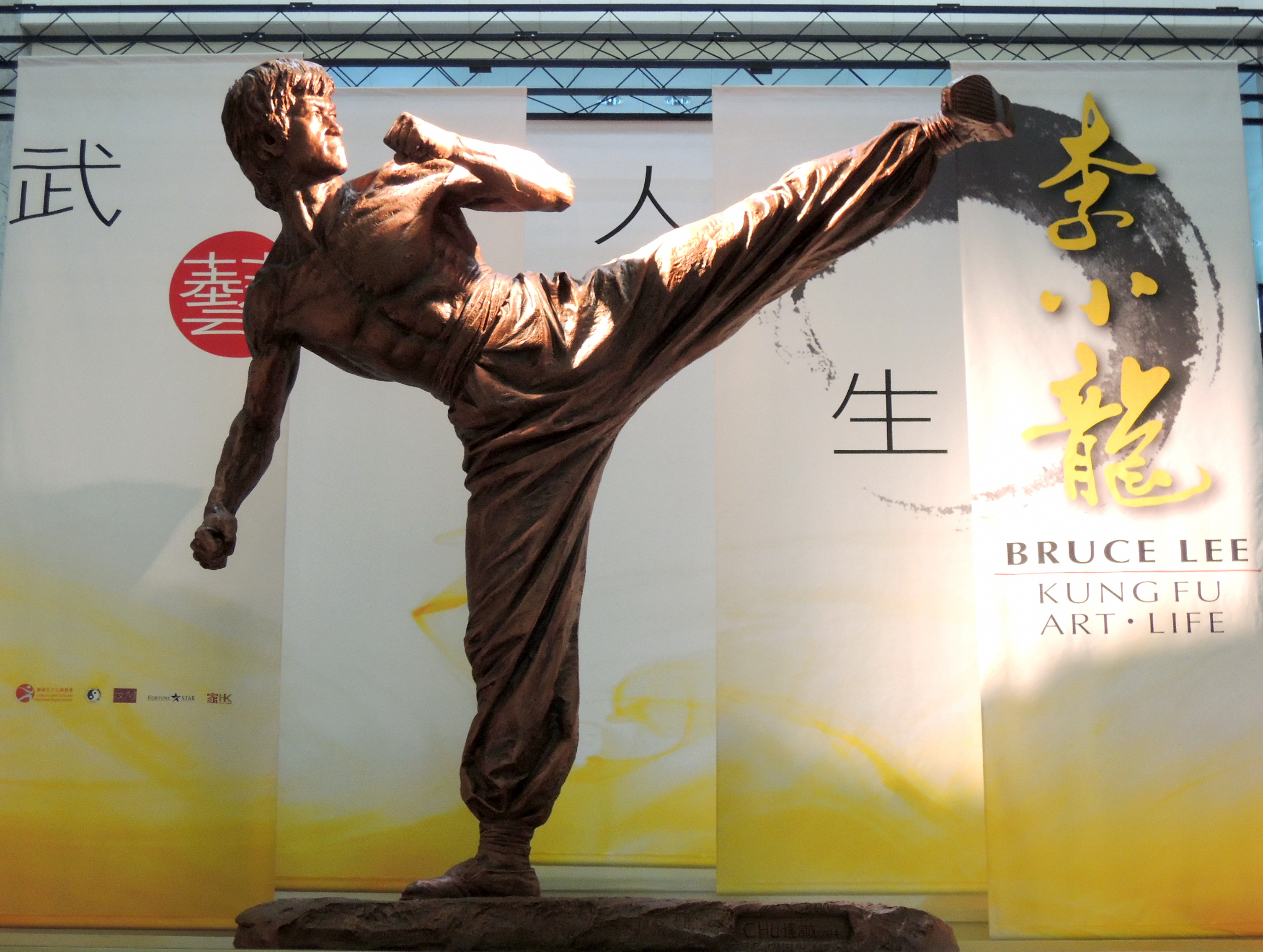
李小龍 - 香港文化博物館

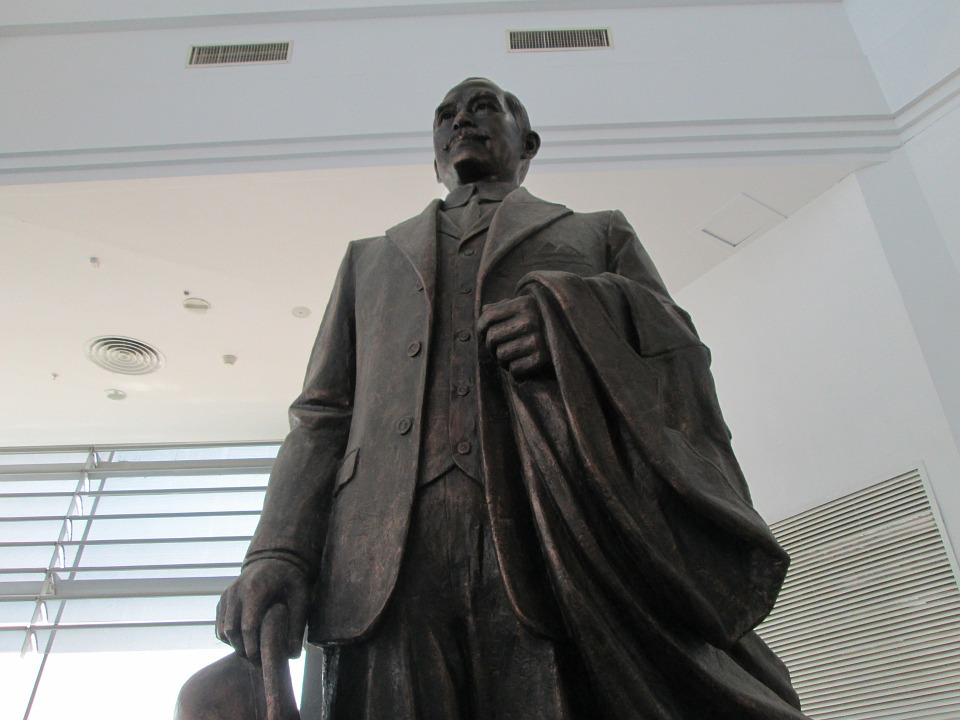
孙中山 - 中山艦博物館 - 武漢

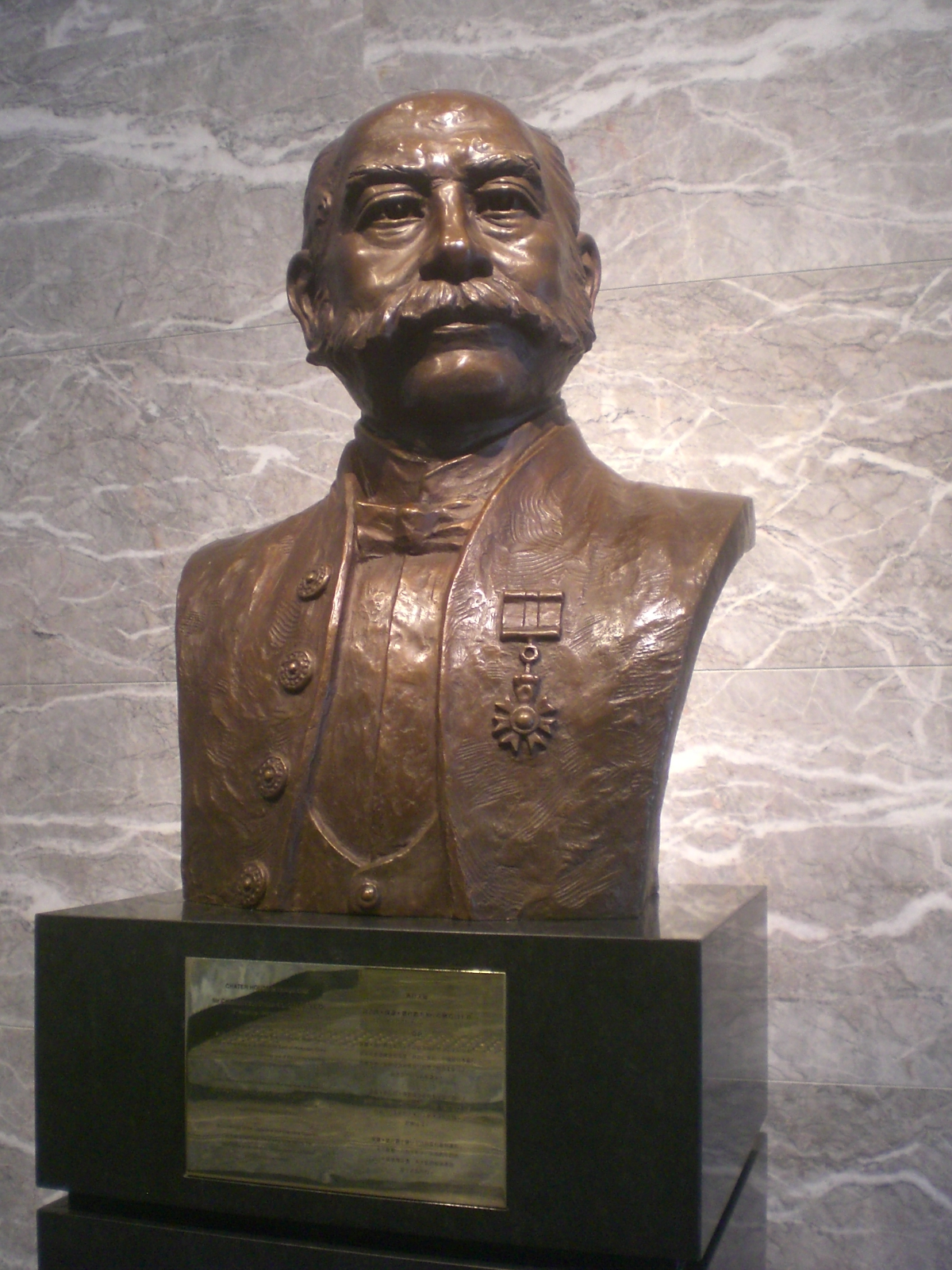
遮打爵士半身像

朱達誠（1942年9月—），湖北武漢人，香港人像雕塑藝術家。職業擅長名人雕塑。   

## 生平
1957年入湖北美術學院附中。1965年畢業於雕塑系，留校任教。
文革10年下鄉輔導農民學習泥塑，以短、平、快教學方法見稱。
1978年，朱達誠考入中央美術學院雕塑系研究生班。之後曾任湖北美術學院雕塑室主任、中國美術家協會會員。
1984年定居香港，並成為香港雕塑家協會會員。現任香港大學及香港中文大學進修學院藝術課程導師，及開設藝術工作室。
2007年獲香港特別行政區政府頒授榮譽勳章。

## 著名作品

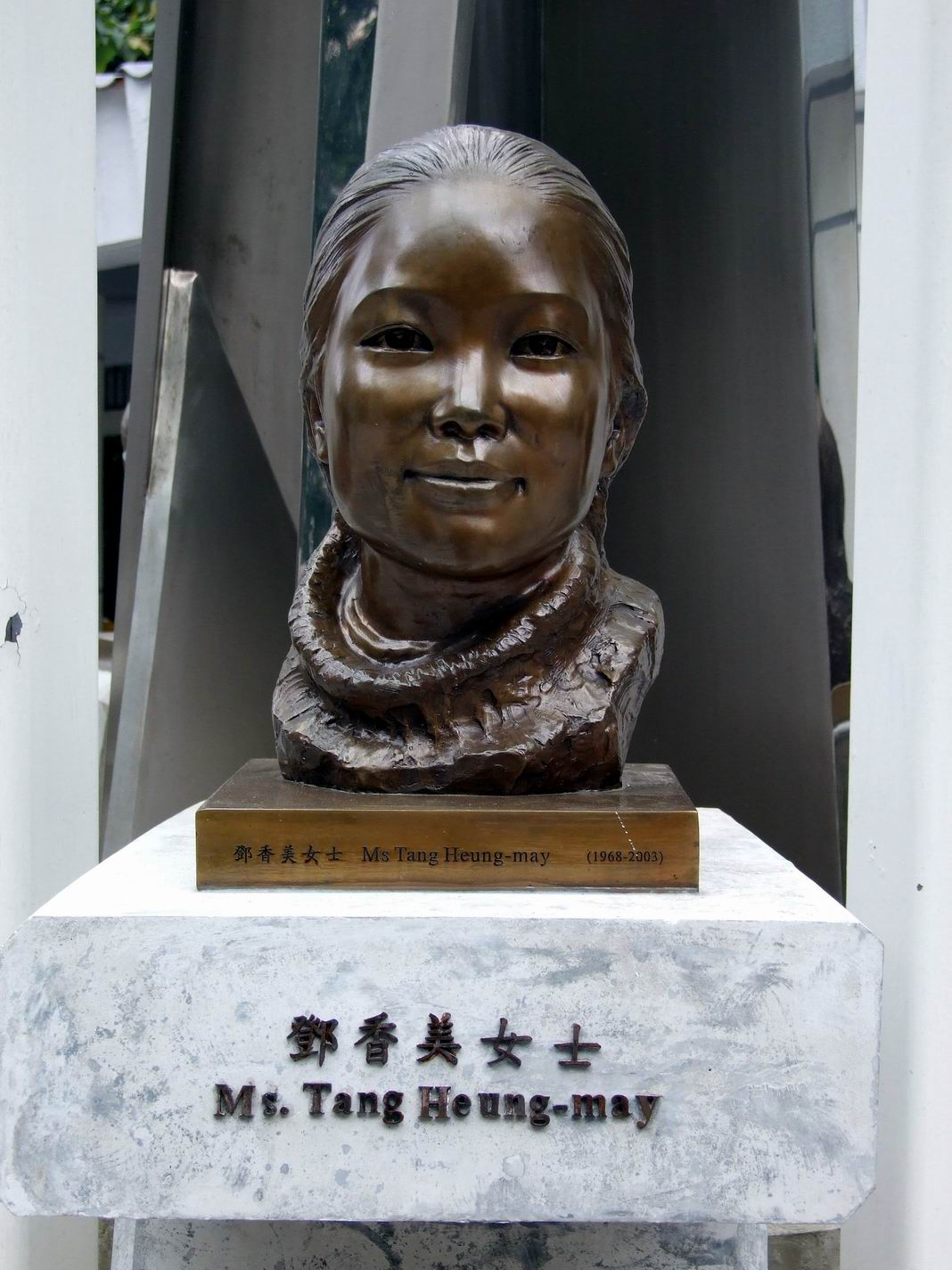
香港公園雨後彩虹系列之鄧香美女士
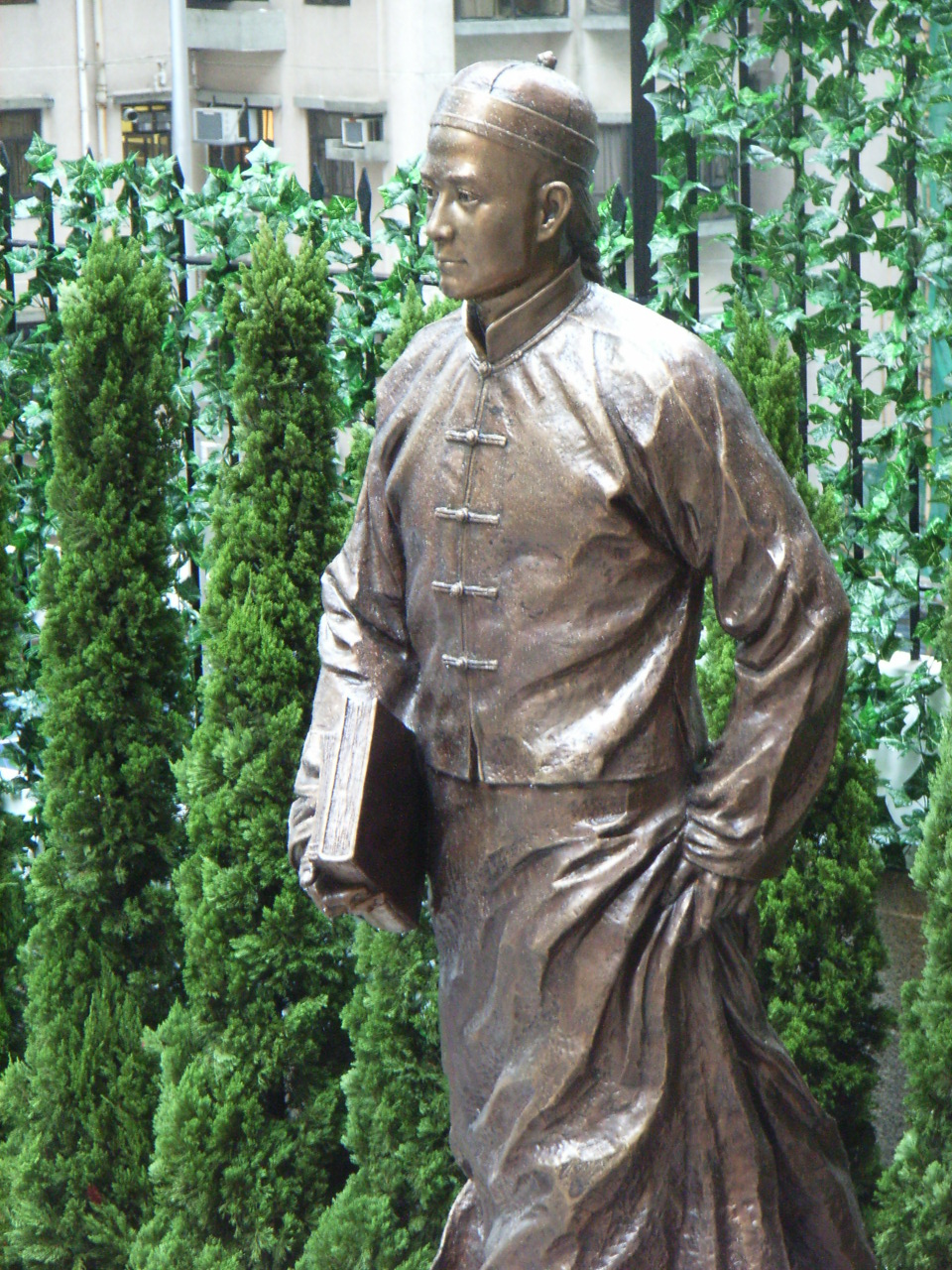
香港孫中山紀念館孫文全身像